# Castel Drena
Castel Drena ist eine Höhenburgruine in Drena im Trentino, Italien. Die Burg war seit dem 12. Jahrhundert fast ununterbrochen im Besitz der Familie Arco und verfiel nach der Brandschatzung durch die Truppen Vendômes im Spanischen Erbfolgekrieg 1703. Seit den 1990er Jahren ist die restaurierte Anlage für Besucher zugänglich.

## Lage
Die Reste der eindrucksvollen vor einigen Jahren restaurierten Anlage liegen auf einem Hügel der orographisch linken Seite des Sarcatals am westlichen Ortsrand von Drena. Sie sind eingegrenzt im Süden von der vom Rio Sallagoni ausgewaschenen Klamm, durch die heute ein Klettersteig führt, und im Osten von den Marocche di Dro an deren Rand, die vom Sarcatal in das Valle di Cavedine führende Strada provinciale 84 vorbeiführt.

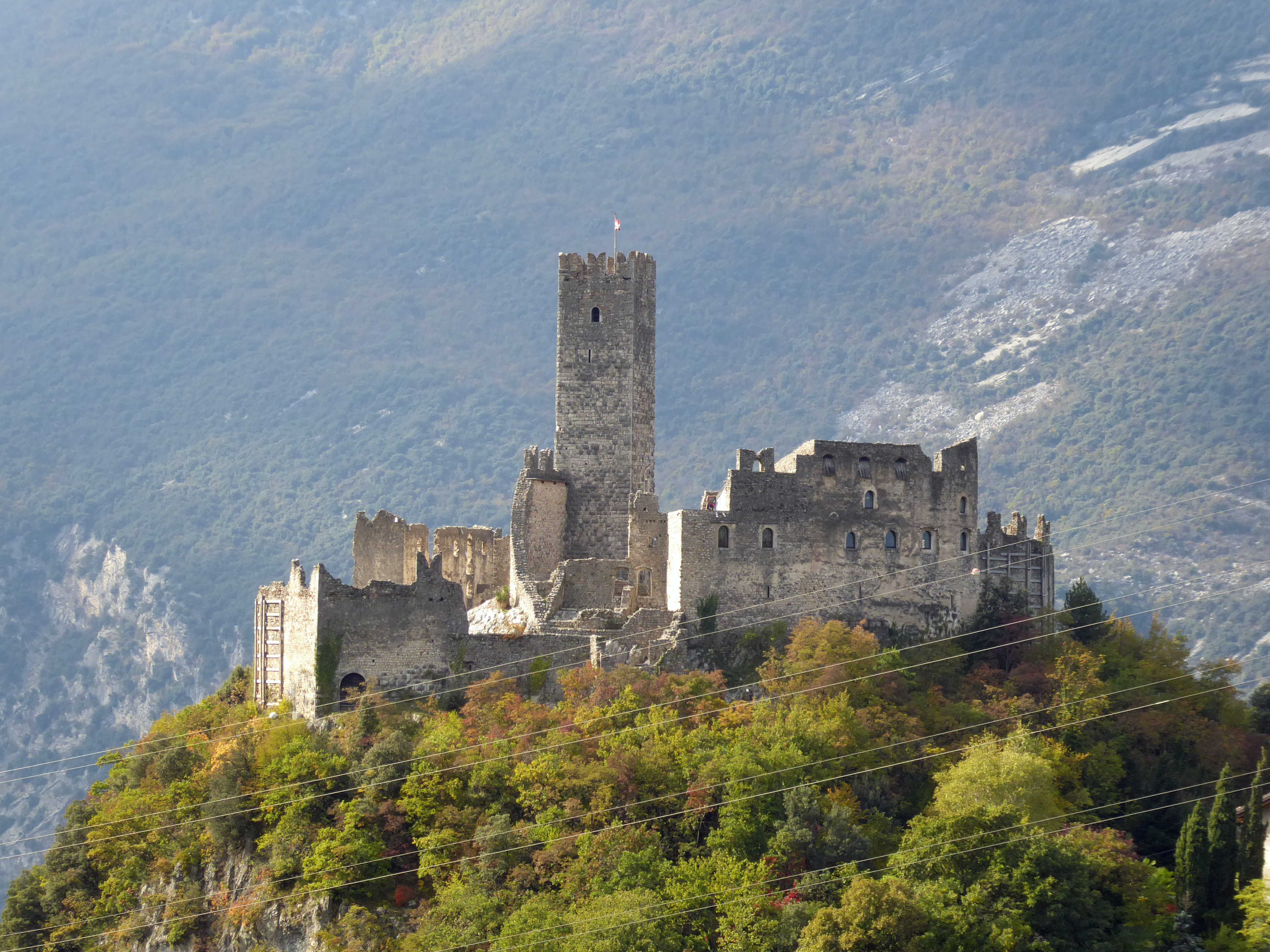
Die nach Drena gewandte Ostseite
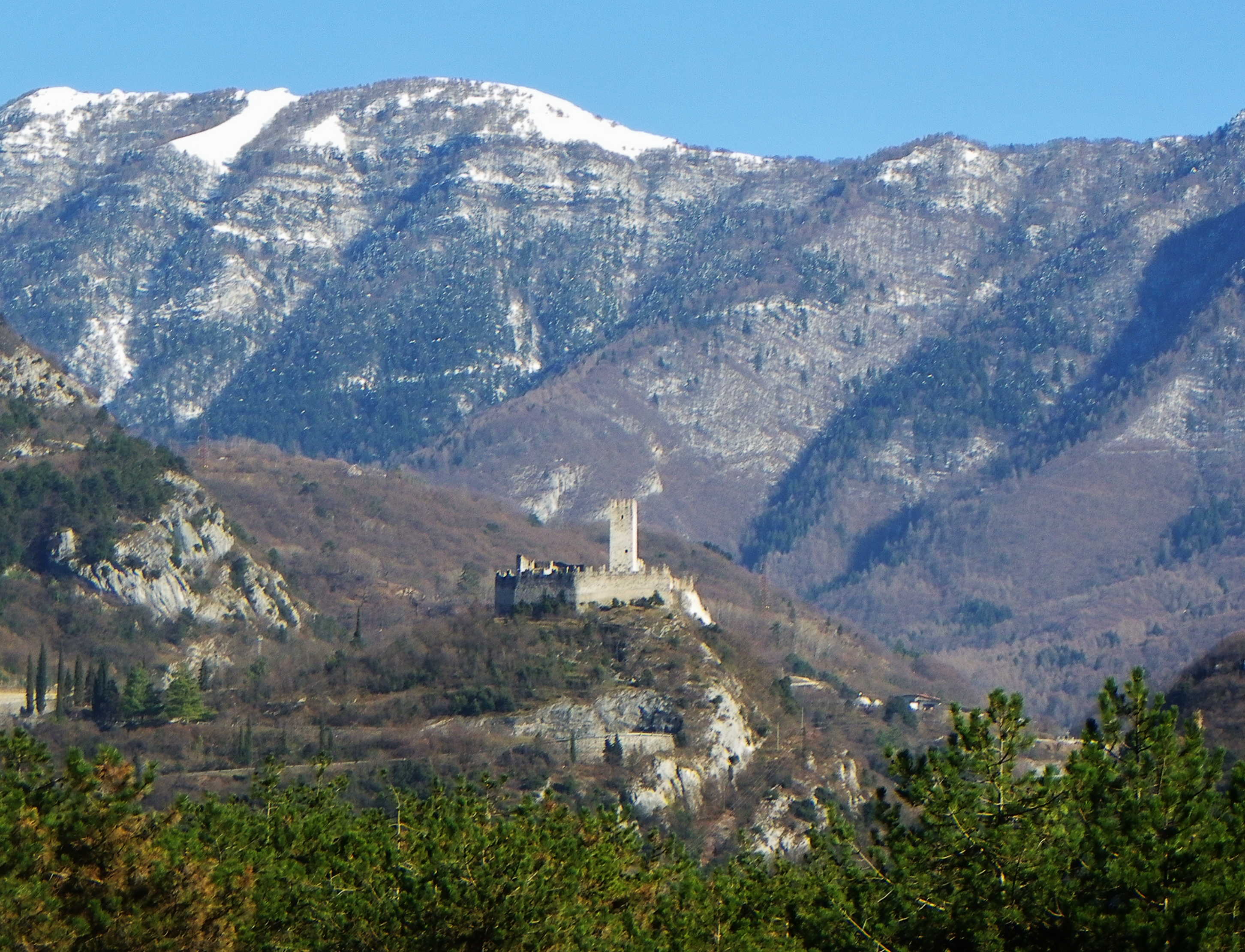
Westseite vom Sarcatal aus gesehen
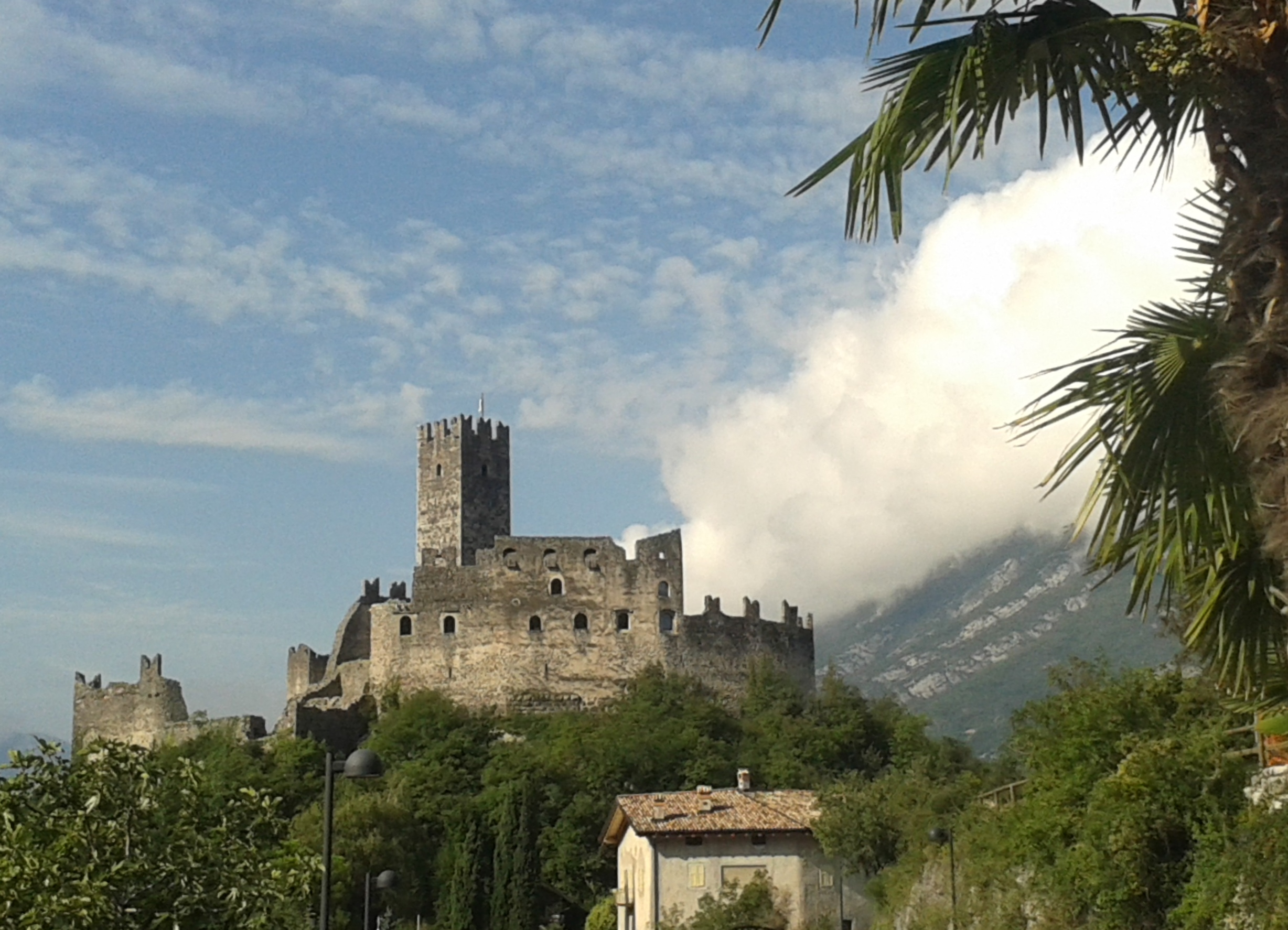
Nordseite
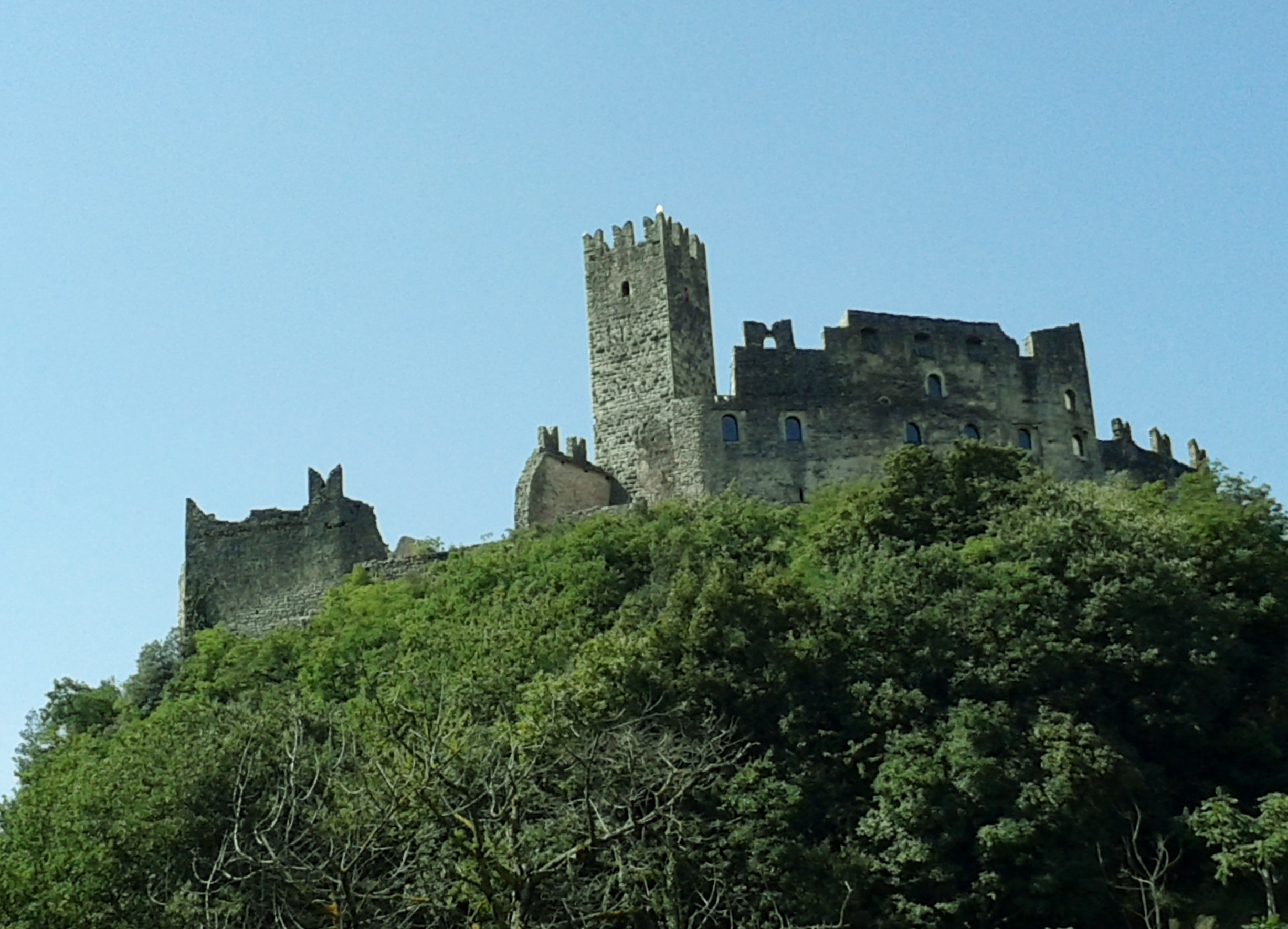
Südseite

## Geschichte
Castel Drena wurde erstmals 1175 urkundlich erwähnt, als es mit dem darunterliegenden Ort in den Besitz der Grafen von Arco gelangte, die einen rudimentären Vorgängerbau ausbauten, den die Herren von Seiano zur Kontrolle der zwischen Trient und dem Gardasee liegenden Verkehrswege errichtet hatten und der mit den benachbarten Burgen in Arco und Madruzzo in Sichtkontakt lag.
Der Hügel, auf dem die Burg errichtet wurde, war Ausgrabungen zufolge bereits im Jungneolithikum (zwischen dem 4. und 3. Jahrtausend v. Chr.) besiedelt. Bei der Erweiterung der nach Cavedine führenden Landstraße wurden zahlreiche Keramikfragmente sowie aus Feuerstein gefertigte Pfeilspitzen aus der Bronzezeit gefunden.
Aus der Römerzeit und der Spätantike lassen sich dagegen aufgrund der geringen Anzahl von Funden keine gesicherten Angaben über eine dauerhafte Besiedlung des Hügels machen, eine Besiedlung lässt sich aber wieder für das Frühmittelalter nachweisen. Aus dieser Zeit stammen die Fundamente eines Sankt Martin geweihten Kirchenkastells mit angrenzendem Friedhof aus dem 9. Jahrhundert, auf dem über 77 Skelette gefunden wurden.
Als die Burg 1175 von den Herren von Seiano an die Grafen von Arco verkauft wurde, besaß sie bereits einen romanischen Bergfried, der von Wehrmauern umgeben war. Innerhalb der Burgmauern lagen einige kleinere Wirtschafts- und Unterkunftsgebäude für die Besatzung der Burg sowie die St. Martins Kapelle, die allerdings nicht mehr kirchlichen Zwecken diente. Die Arcos bauten mit zunehmenden Machtgewinn die Anlage weiter aus. Ab der Mitte des 13. Jahrhunderts stand Drena mit den anderen Burgen der Umgebung im Mittelpunkt der Streitigkeiten zwischen verschiedenen lokalen Adelsfamilien, Guelfen und Ghibellinen, den Grafen von Tirol und dem Fürstbischof von Trient. 1266 wurde sie aufgrund eines Streites zwischen verschiedenen Familienzweigen der Arcos an die Familie Seiano vermacht, die allerdings 1267 in der Schlacht bei Bruttoagosto von den Arcos geschlagen wurden und in der Folgezeit keine größere Rolle mehr spielten.

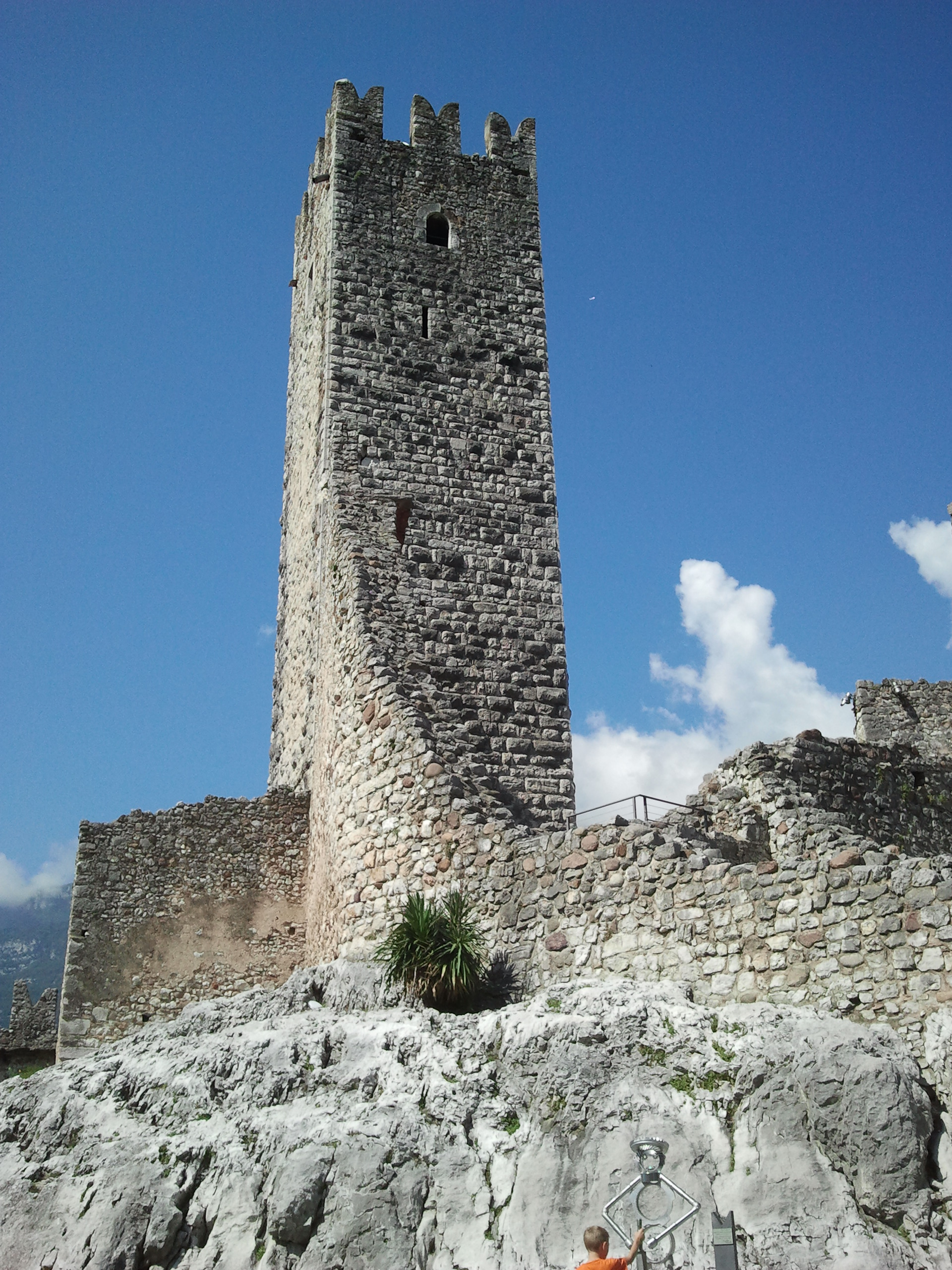
Bergfried
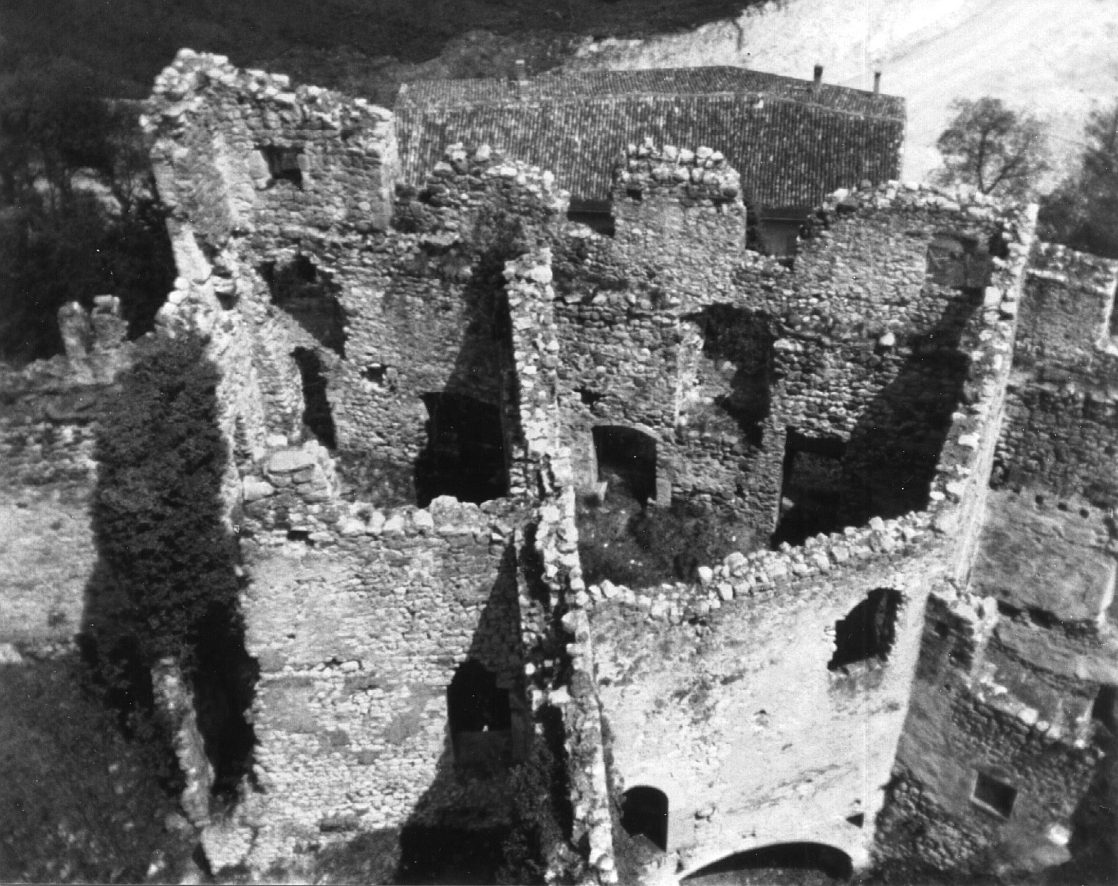
Der Wohnpalast vor der Restaurierung
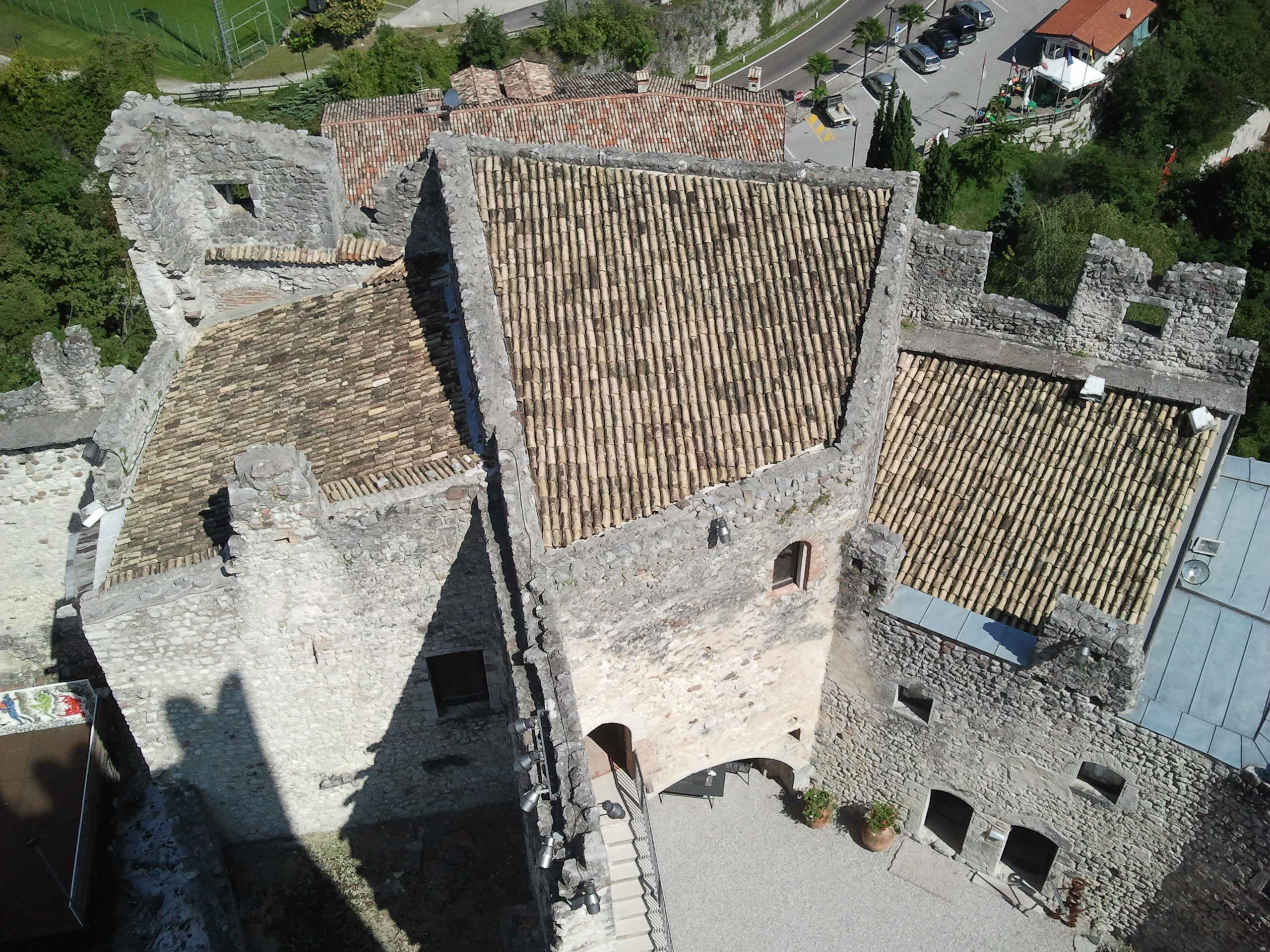
Der Wohnpalast nach der Restaurierung
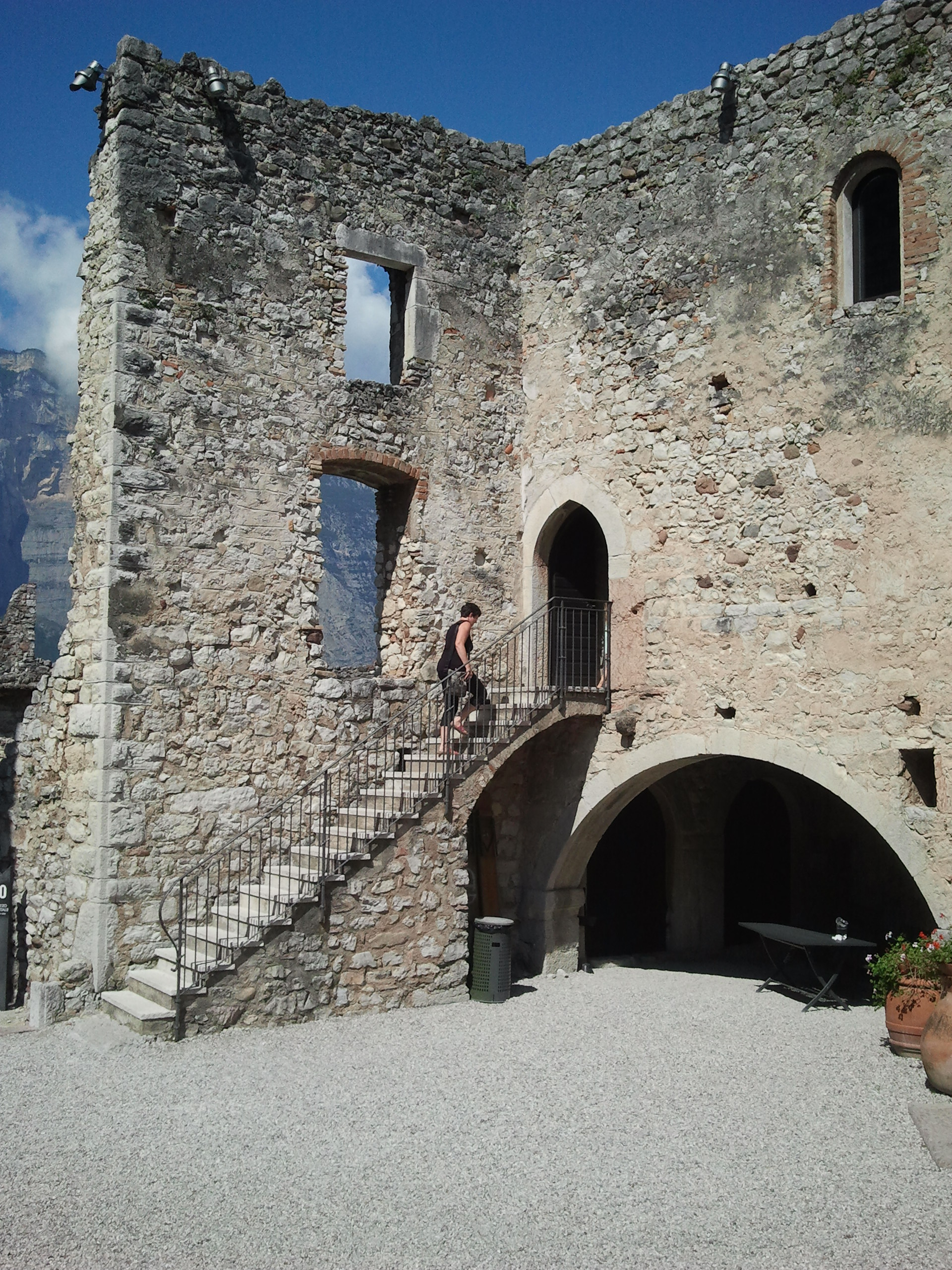
Innenhof mit Eingang zum Wohnpalast

1301 wurde Drena von den Truppen des Fürstbischofs Filippo Bonacolsi erobert, nachdem dieser zur Wiederherstellung seiner Vorrechte am nördlichen Gardasee einen Feldzug gegen die lokalen Adelsfamilien gestartet hatte, bei der auch Riva del Garda und die anderen Burgen der Umgebung besetzt wurden. 1315 gelang es Fürstbischof Heinrich III. von Metz, den Streit mit den Grafen von Arco zwischenzeitlich beizulegen und sich in einem Friedensvertrag die Rechte auf die Burg von Drena für drei Jahre zuzusichern. 1398 konnte mit Hilfe der Intervention von Gian Galeazzo Visconti und Leopold IV. unter Fürstbischof Georg von Liechtenstein ein länger andauernder Frieden zwischen den verschiedenen Parteien unterzeichnet werden. 1433 wurde Drena zusammen mit anderen Besitzungen schließlich den Arcos als Lehen übergeben. Im 15. Jahrhundert wurde die Burg als Jagd- und Sommerunterkunft baulich angepasst, ohne dabei ihre ursprüngliche Aufgabe als Verteidigungsanlage zu verlieren.
Während des Spanischen Erbfolgekrieges wurde Castel Drena von den Franzosen unter General Vendôme im Jahr 1703 gebrandschatzt, nachdem die Burg bereits vorher einen langsamen Niedergang erfahren hatte. In der Folgezeit wurde sie ihrem Schicksal überlassen und zerfiel langsam, während die Bevölkerung der Umgebung die Burgmauern als Baumaterial nutzte. 1910 erfolgte eine erste Restaurierung mit der zumindest der vollständige Verfall verhindert werden konnte. 1983 erwarb die Gemeinde Drena die Burg von der Stiftung der Familie Arco. Ein Jahr später begann eine umfangreiche Restaurierung und Sanierung der Anlage im Auftrag der Autonomen Provinz Trient, bei denen auch die ehemaligen Burggebäude zum Teil rekonstruiert wurden, die sich bis 1988 hinzog. Seit 1988 ist Castel Drena für Besucher zugänglich. Im Juni 2018 stürzten Teile der westlichen Wehrmauer ein und es entstand ein etwa 200 m² Loch.

## Beschreibung
Der 465 m s.l.m. hohe Burgberg ist von einer dreieckförmigen etwa 1 Meter starken äußeren mit Schwalbenschwanzzinnen bestückten Wehrmauer umgeben, die aus grob behauenen Bruchsteinen und Flusskieselsteinen errichtet wurde. In der Mitte dieses etwa 4.200 m² großen Areals, das von einer zweiten inneren nur noch teilweise erhaltenen Mauer umgeben ist, hebt sich der 27 Meter hohe Bergfried aus dem 12. Jahrhundert hervor. 
Der Zugang erfolgt über einen grob gepflasterten Weg, der zum aus dem 16. Jahrhundert stammenden Wehrturm mit dem äußersten Eingangstor führt. Unmittelbar dahinter liegt das zweite innere Tor mit dem Waffenplatz. Links davon kann man die Überreste eines Eckturmes erkennen, der bis ins 15. Jahrhundert als Eingangstor diente. Anschließend gelangt man an den Ruinen der Vorburg mit den ehemaligen Stallungen und Wirtschaftsgebäuden vorbei. Darunter, zwischen innerer und äußerer Burgmauer, liegt der ehemalige Turnierplatz. Nachdem man den Bergfried fast umrundet hat, gelangt man in den Innenhof mit den bei der Restaurierung zu Tage getretenen Fundamenten der ehemaligen Sankt Martin geweihten Kastellkirche aus der Karolingerzeit, dem teilweise restaurierten mehrgeschossigen Wohnpalast und der Burgzisterne, die beide an die äußere Wehrmauer angrenzen. Im Wohnpalast sind die bei der Restaurierung und bei Ausgrabungen angetroffenen Fundstücke ausgestellt.